# Arkadiusz Aleksander
Arkadiusz Aleksander (Nowy Sącz, 19 aprile 1980) è un ex calciatore polacco, di ruolo attaccante.

## Carriera
Ha giocato nella prima divisione polacca.